# 김기석 (1905년)
김기석(金基錫, 1905년 ~ 1974년)은 대한민국의 철학자, 교육학자이다. 본관은 광산(光山), 호는 서은(西隱). 서울대학교 사범대학 교수 및 학장, 한국교육학회 초대 회장 등을 역임하였다.
정주 오산학교를 졸업하고 일본 유학 이후 귀국하여 오산중학교에서 교직 생활을 하다가 월남, 서울대학교 사범대학 교수 및 학장을 지냈다.
학술원 회원, 1953년 한국교육학회 초대회장, 유네스코한국위원회 교육분과위원장, 서울특별시교육회 회장, 1960~1962년 단국대학 학장, 1963~1964년 국가재건최고회의의장 고문, 서울특별시교육위원회 교육위원, 동방아카데미 원장, 1971~1974년 경남대학 학장을 역임하였다.